# Ixtlán de los Hervores
Ixtlán de los Hervores es una localidad mexicana del estado de Michoacán, cabecera del municipio de Ixtlán.

## Toponimia
En lengua purépecha significa ‘lugar donde abunda la fibra de maguey’.

## Historia
Ixtlán, según el historiador Zamacois, fue fundado por los aztecas, pero lo organizó como pueblo Don Lucas Carrillo en el año de 1598, al reunir ahí a las pequeñas comunidades indígenas que se encontraban dispersas en las cercanías de esta región.
Durante la época prehispánica consideran algunos autores especialmente Fray Pablo Beaumont, la región donde se localiza el pueblo de Ixtlán, formaba parte del gran cacicazgo de Tototlán, situado en el Valle de Cuina.
En el siglo XVI, con la llegada de los conquistadores españoles, el cacicazgo fue avasallado por las huestes comandadas por Nuño de Guzmán y se encargó de la catequización Fray Juan de Bodia. Al formarse el curato, dependió del obispo de Morelia (1777) y años más tarde (1864), del de Zamora. Pocos años después de iniciado el período del México Independiente, Ixtlán, de acuerdo con la Ley Territorial del 10 de diciembre de 1831, figuró como uno de los municipios integrantes del partido de Zamora.
Localizado a 135 km de Morelia, capital del estado, y a sólo 30 de la ciudad de Zamora, este pequeño pueblo cuenta con un hermoso géiser, que cuando se encuentra encendido, se yergue vanidoso a 30 m de altura aproximadamente y puede contemplarse desde muy lejos, cuando se viaja en automóvil.
Años más tarde en la Colonia, el jesuita Rafael Landívar en su obra Rusticatio mexicano, en la que aparecen los relatos de las experiencias de sus viajes, describe el géiser de la siguiente manera: «Allí en Ixtlán ¡Inexplicable portento! hay una fuente, reina de las demás y el mayor germen de la fertilidad de aquel terreno, que brota de escabrosa abertura con inusitada violencia; mas si algún curioso se acerca a contemplarla, el agua recoge, retrocede y cesa su curso, apenas interrumpido por finísimas hebras de cristal, como si la ninfa que la guarda llena de rubor, no pudiese contener algunas lágrimas brillantes».
«No bien te alejas de aquel sitio, cuando la corriente fatigada por la opresión, brota de un golpe y se desliza de nuevo presuroso por el campo».

## Ubicación
La ciudad de Ixtlán de los Hervores se localiza a 135 km de la capital del estado de Michoacán, aproximadamente en la ubicación 20°9′50″N 102°23′13″O / 20.16389, -102.38694, a una altitud de 1534 m s. n. m.

## Demografía*
Cuenta con 5091 habitantes, lo que representa un incremento promedio de 0.19 % anual en el período 2010-2020 sobre la base de los 4998 habitantes registrados en el censo anterior. Ocupa una superficie de 2.871 km², lo que determina al año 2020 una densidad de 1773 hab/km².
| Gráfica de evolución demográfica de Ixtlán de los Hervores entre 1900 y 2020                                |
| |
| Población de los censos y conteos del Instituto Nacional de Estadística y Geografía (INEGI) de 1900 a 2020. |

Ixtlán de los Hervores estaba clasificada en 2010 como una localidad de grado medio de vulnerabilidad social.
La población de Ixtlán de los Hervores está mayoritariamente alfabetizada (6.38 % de personas mayores de 15 años analfabetas al año 2020) con un grado de escolarización en torno a 7 años.
El 96 % de la población profesa la religión católica.

## Economía
Las principales actividades económicas de la población son la agricultura, el comercio y la ganadería.

## Cultura

### Monumentos históricos
- Torre del templo.[3]

### Fiestas, danzas y tradiciones
- 14 de febrero. Celebración en honor a la Virgen de la Esperanza.
- 4 de octubre. Fiesta del Santo Patrono del lugar San Francisco de Asís, inicia desde el 25 de septiembre, con peregrinaciones de distintos lugares; hay novenarios, serenatas y carros alegóricos que representan a comerciantes y panaderos.

### Zona geotermal
En cercanías de la localidad existen manifestaciones geotermales que constituyen un atractivo turístico de importancia. La más significativa es el géiser, una fuente intermitente de agua termal que puede alcanzar los 30m de altura. En los alrededores se ha desarrollado un espacio destinado a la recreación y el turismo.

## Hermanamientos
- Sn. Juan Capistrano, Estados Unidos (2021)[10]
- Mejicanos, El Salvador (2021)[10]
- Acajutla, El Salvador (2021)[10]
- San Rafael Cedros, El Salvador (2021)[10]
- Tepetitan, El Salvador (2021)[10]